# Ixora saulierei
Ixora saulierei är en måreväxtart som beskrevs av James Sykes Gamble. Ixora saulierei ingår i släktet Ixora och familjen måreväxter. Inga underarter finns listade i Catalogue of Life.